# Willard (boek)
Willard (Engels: Ratman's Notebooks) is een horrorroman uit 1968 van de Noord-Ierse schrijver Stephen Gilbert.

## Verhaal
Het boek bestaat uit een reeks dagboekaantekeningen van de zonderling Willard, een jongeman die weinig contact heeft met andere mensen maar bevriend raakt met een rattenhorde. Willard heeft een lage functie bij een bedrijf dat zijn vader vroeger bezat. De jongeman haat zijn baas, heeft stress over de zorg voor zijn bejaarde moeder en is verliefd op een meisje dat hem niet ziet staan. Het zijn vooral de rattenfamilies waarmee hij bevriend is geraakt en die hij gebruikt voor gezelschap. Uiteindelijk traint de jonge man de ratten om dingen voor hem te doen en wraak te nemen op de gemeenschap.

## Informatie
De roman werd een eerste maal gepubliceerd in 1968 onder de titel Ratman's Notebooks en in 1969 onder de titel Willard. In 2013 werd het boek herdrukt door Valancourt Books met een voorwoord van horrorschrijver Kim Newman.
De roman was de basis voor de film Willard in 1971, zijn vervolg Ben uit 1972 en de remake in 2003.